# 汉语国家和地区列表
世界上大約有五分之一人口以漢語為母語，其中中华人民共和国的漢語母語人口最龐大。部分海外華人亦使用漢語。
相對漢語言，汉语书面语较为统一，但各方言之間的口語與詞彙有一定差異。一些學者认为汉语在口语上更像是建立在共同书写文字上的一个语族而不是单一语言。
隨著大中華地區的世界影響力增加，在一些國家逐漸興起學習漢語的風潮。而在部份國家為了吸引大中華地區的觀光客，會在主要車站、機場等公共場所及觀光地區增加中文的標示及說明，部份服務業亦會安排通曉漢語的服務人員。

汉语使用者分布
以汉语为主要语言、行政语言及母语的国家及地区
多于5,000,000汉语使用者的国家及地区（受承认或未受承认）
多于1,000,000汉语使用者的国家及地区（受承认或未受承认）
多于500,000汉语使用者的国家及地区（受承认或未受承认）
多于100,000汉语使用者的国家及地区（受承认或未受承认）
汉语使用者主要居住点

汉语作为国家官方语言在世界上的分布

## 概述
全世界現共有中华人民共和国、中華民國與新加坡共和國以漢語作為官方語言或其中一種官方語言。在馬來西亞，由于该地华人在当地社会、经济、文化上均占据优势地位并且拥有两岸四地以外最完整的汉语教学体系以及高度发达的汉语文化体系（包括媒体、音乐、影视等），固在马来西亚的不少地区特别是首都吉隆坡以及槟城、新山、怡保、古晋、诗巫等都会区，汉语的使用率頻繁甚至超过马来西亚宪法所规定的官方语言马来语，因此习惯上也将马来西亚視为华语世界一部分。不过马来西亚华语并不享有官方语言地位，不及作为国家语言的马来语，以及实际行政语言和法律语言的英语，也不作为华人以外的大马各族群间交流的通用语，而仅是作为教育用语言之一，因此马来西亚一般不被列入汉语系国家。其次緬甸的佤邦與果敢也以漢語作為官方語言。漢語也是聯合國的六種正式語言和工作語言之一，亦為當今世界上作為母語使用人數最多的語言。

## 漢語國家和地區列表

### 政治實體
| 政治實體                | 中国大陆與港澳地區     | 臺澎金馬         | 新加坡                                  |
| 全銜                    | 中华人民共和国         | 中華民國         | 新加坡共和国                            |
| 國旗                    | 中华人民共和国         | 中華民國         | 新加坡                                  |
| 國徽                    |                        |                  |                                         |
| 人口                    | 1,400,050,000          | 23,591,920       | 5,703,600                               |
| 語言標準                | 普通话                 | 国語             | 华语                                    |
| 文字標準                | 简化字（規範漢字）     | 正體字           | 简化字                                  |
| 國家語文規範 管理機構   | 国家语言文字工作委员会 | 教育部終身教育司 | 新加坡推廣華語理事會 新加坡華文教研中心 |
| 關聯條目                | 中国语言               | 臺灣語言         | 新加坡语言                              |
| 地圖                    |                        |                  |                                         |
| 使用族群主要 分佈行政區 | 普遍使用               | 普遍使用         | 普遍使用                                |

### 地區
| 地區                  | 香港                                                | 澳門                          | 佤邦                    | 果敢                      | 勐拉                                      |
| 全銜                  | 中華人民共和國 香港特別行政區                       | 中華人民共和國 澳門特別行政區 | 缅甸联邦共和国 佤自治州 | 缅甸联邦共和国 果敢自治区 | 缅甸联邦共和国 掸邦勐养县、勐拉县、勐永县 |
| 全銜                  | 中華人民共和國 香港特別行政區                       | 中華人民共和國 澳門特別行政區 | 缅甸第二特区（佤邦）    | 缅甸联邦第一特区          | 缅甸掸邦东部第四特区                      |
| 國旗                  | 中华人民共和国                                      | 中华人民共和国                | 缅甸                    | 缅甸                      | 缅甸                                      |
| 區旗                  | 香港                                                | 澳門                          | 佤邦                    | 缅甸联邦第一特区          | 缅甸掸邦东部第四特区                      |
| 人口                  | 7,500,700                                           | 679,600                       | 558,000                 | 139,047                   | 85,000                                    |
| 語言標準              | 法律無指明                                          | 法律無指明                    | 西南官话                | 西南官话（果敢语）        | 西南官话                                  |
| 文字標準              | 繁體字                                              | 繁體字                        | 简化字                  | 简化字                    | 简化字                                    |
| 地區語文規範 管理機構 | 公務員事務局法定語文事務部 香港教育大學語文教育中心 | 行政公職局語言事務廳          | 無                      | 無                        | 無                                        |
| 關聯條目              | 香港語言                                            | 澳門語言                      | 緬甸語言                | 緬甸語言                  | 緬甸語言                                  |
| 地圖                  |                                                     |                               |                         |                           |                                           |

### 受汉语汉字文化圈影响的其他国家
| 通称                  | 日本                                              | 韩国                                                 | 朝鲜                                                                  | 越南                                              |
| 国家                  | 日本国                                            | 大韩民国                                             | 朝鲜民主主义人民共和国                                                | 越南社会主义共和国                                |
| 国旗                  |                                                   |                                                      |                                                                       |                                                   |
| 国徽                  |                                                   |                                                      |                                                                       |                                                   |
| 国花                  | 菊花                                              | 木槿花                                               | 天女木兰                                                              | 无                                                |
| 國歌（及颂歌）        | 《君之代》（皇室颂歌）                            | 《大韩民国国歌》                                     | 《朝鲜民主主义人民共和国国歌》                                        | 《进军歌》                                        |
| 首都                  | 东京                                              | 首尔                                                 | 平壤                                                                  | 河内                                              |
| 最大城市              | 东京都                                            | 首尔                                                 | 平壤                                                                  | 胡志明市                                          |
| 重要纪念日            | 公元前660年2月11日 （建国纪念之日）               | 1919年3月1日 三一节 1945年8月15日 韩国光复节         | 1945年9月9日 人民政权创建日                                           | 1945年9月2日 （越南国庆日）                       |
| 重要纪念日            | 1947年5月3日 （宪法纪念日）                       | 7月17日 制宪节 10月3日 开天节                        | 1945年8月15日 祖国解放纪念日 4月15日 太阳节 10月10日 朝鲜劳动党创建日 | 1975年4月30日 （解放南方统一日）                  |
| 官方语言              | 日语 （事實上）                                   | 朝鲜语                                               | 朝鲜语                                                                | 越南语                                            |
| 官方文字              | 日本汉字 假名 （事實上）                          | 谚文                                                 | 谚文                                                                  | 国语字                                            |
| 国家语文规范主管机构  | 文部科学省                                        | 大韩民国教育部                                       | 朝鲜教育省                                                            | 越南教育与培训部                                  |
| 主体民族              | 大和族                                            | 朝鲜族                                               | 朝鲜族                                                                | 京族                                              |
| 政府                  | 日本国政府                                        | 大韩民国政府                                         | 朝鲜民主主义人民共和国政府                                            | 越南政府                                          |
| 宪法                  | 《日本国宪法》                                    | 《大韩民国宪法》                                     | 《朝鲜民主主义人民共和国宪法》                                        | 《越南宪法》                                      |
| 法律体系              | 欧陆法系                                          | 欧陆法系                                             | 社会主义法系 （事实上为基于德法民法典的欧陆法系）                     | 社会主义法系 （事实上为基于德法民法典的欧陆法系） |
| 最高领导人            | 日本内阁总理大臣 石破茂                           | 韩国总统 李在明                                      | 朝鲜劳动党总书记 金正恩                                               | 越共中央总书记 苏林                               |
| 国家元首              | 日本天皇 德仁                                     | 大韩民国总统 李在明                                  | 朝鲜国务委员会委员长 金正恩                                           | 越南社会主义共和国主席 梁强                       |
| 政府首脑              | 日本内阁总理大臣 石破茂                           | 大韩民国总统 李在明 总统兼任 大韩民国国务总理 金珉锡 | 朝鲜内阁总理 朴泰成                                                   | 越南政府总理 范明政                               |
| 立法机构              | 日本国会                                          | 大韩民国国会                                         | 朝鲜最高人民会议                                                      | 越南国会                                          |
| 国会议长              | 日本参议院议长 關口昌一 日本众议院院长 额贺福志郎 | 韩国国会议长 禹元植                                  | 最高人民会议常任委员会委员长 崔龙海                                   | 越南国会主席 陈青敏                               |
| 执政党                | 自由民主黨                                        | 共同民主党                                           | 朝鲜劳动党                                                            | 越南共产党                                        |
| 主要在野党/主要参政党 | 立憲民主黨、 國民民主黨、 日本共產黨              | 國民力量、 改革新黨                                  | 朝鮮社會民主黨、 天道教青友黨                                         | 不適用                                            |
| 政党政治              | 一党独大                                          | 多党制                                               | 一党制                                                                | 一党制                                            |
| 政治制度              | 君主立宪制                                        | 总统共和制                                           | 社会主义共和制                                                        | 社会主义共和制                                    |
| 国家结构形式          | 单一制                                            | 单一制                                               | 单一制                                                                | 单一制                                            |
| 司法机关              | 日本最高裁判所                                    | 韩国大法院                                           | 朝鲜民主主义人民共和国最高裁判所                                      | 越南最高人民法院                                  |
| 武装力量              | 日本自卫队                                        | 大韩民国国军                                         | 朝鲜人民军                                                            | 越南人民军                                        |
| 武装力量领导机关      | 日本防卫省                                        | 韩国国防部                                           | 朝鲜劳动党中央军事委员会                                              | 越南共产党中央军事委员会                          |
| 国家安全机关          | 国家安全保障会议                                  | 韩国国家安全保障会议                                 | 国家保卫省                                                            | 越南人民公安                                      |
| 公安机关              | 国家公安委员会                                    | 行政安全部                                           | 社会安全省                                                            | 越南公安部                                        |
| 警察                  | 日本警察                                          | 韩国警察                                             | 朝鲜人民警察                                                          | 越南人民警察                                      |
| 法定货币              | 日元                                              | 韩元                                                 | 朝鲜元                                                                | 越南盾                                            |
| 中央银行              | 日本银行                                          | 韩国中央银行                                         | 朝鲜民主主义人民共和国中央银行                                        | 越南国家银行                                      |
| 国家和地区奥委会      | 日本奥林匹克委员会                                | 大韩体育会                                           | 朝鲜民主主义人民共和国奥林匹克委员会                                  | 越南奥林匹克委员会                                |
| 奥运会代表团          | 奥林匹克运动会日本代表团                          | 奥林匹克运动会韩国代表团                             | 奥林匹克运动会朝鲜代表团                                              | 奥林匹克运动会越南代表团                          |
| 选举管理机关          | 中央选举管理会                                    | 中央选举管理委员会                                   | 最高人民会议常任委员会                                                | 越南国会                                          |
| 外交机构              | 日本外务省                                        | 韩国外交部                                           | 朝鲜外务省                                                            | 越南外交部                                        |
| 护照                  | 日本国护照                                        | 韩国护照                                             | 朝鲜护照                                                              | 越南护照                                          |
| 护照签发机关          | 日本外务省                                        | 韩国外交部                                           | 朝鲜外务省                                                            | 越南公安部出入境管理局                            |
| 国家标准时            | 东京时间                                          | 韩国标准时                                           | 平壤时间                                                              | 越南标准时间                                      |
| 行政区划              | 都、道、府、县                                    | 道、特别自治道、广域市、特别市、特别自治市           | 道、直辖市、特别市、特别行政区                                        | 省、直辖市                                        |
| 地图                  |                                                   |                                                      |                                                                       |                                                   |

### 國際組織
有多個國際組織以漢語作為官方語言，其中較重要的有：
- 官方性質（政府間國際組織）
  - 聯合國：聯合國六大工作語言和正式語言之一。是世界上使用母語最多的語言。
  - 上海合作組織：上海合作組織是由中國、俄羅斯、烏茲別克斯坦、哈薩克斯坦、塔吉克斯坦、吉爾吉斯斯坦、巴基斯坦、印度等組成的一個國際組織，主要工作語言有漢語和俄語。
  - 亞洲基礎設施投資銀行：由中國主導的一個金融性，支持亞洲各地區基礎建設的一個多邊開發機構，現意向創始成員國確定為57個，工作語言為漢語和英語。